# Lodovico Obexer
Lodovico Obexer, född 1900, var en italiensk bobåkare. Han deltog vid olympiska vinterspelen 1924 i Chamonix i det italienska laget i fyrmansbob, som slutade på sjätte plats.